# Piet Smulders

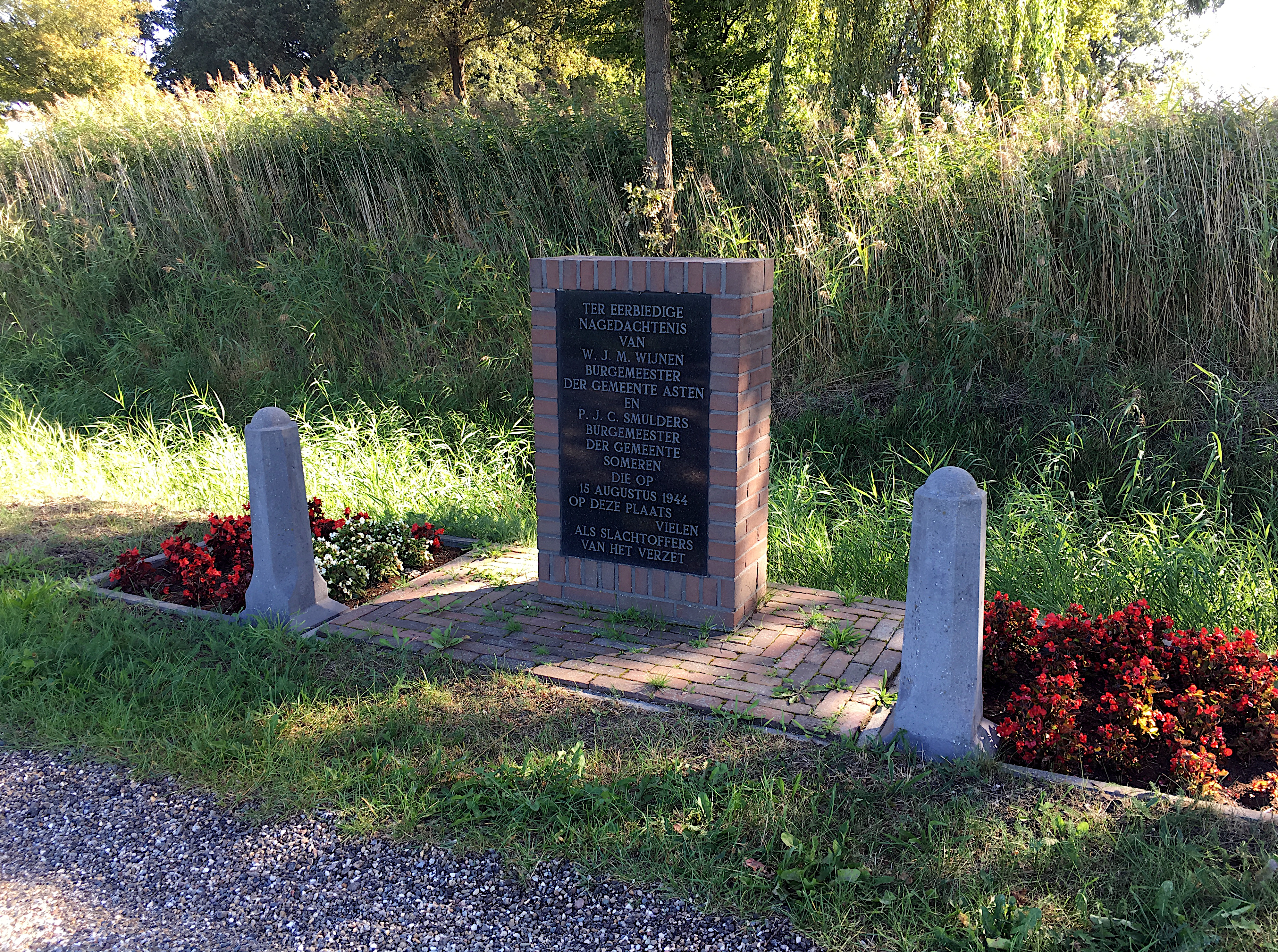
Monument ter nagedachtenis aan de burgemeesters Wijnen en Smulders

Petrus Johannes Cornelis (Piet) Smulders (Middelbeers, 17 januari 1895 – Someren, 15 augustus 1944) was een Nederlands burgemeester. Smulders was burgemeester van Someren van 1926 tot aan zijn dood in 1944. Hij werd omgebracht tijdens de Aktion Silbertanne op 15 augustus 1944.

## Levensloop
Piet Smulders werd geboren in Middelbeers, als zoon van burgemeester Antonius Josephus Smulders van Oost-, West- en Middelbeers en van Johanna Maria Adriaans. Hij kwam uit een familie met meerdere burgemeesters, en naast zijn vader waren ook zijn jongere broer Jan Smulders en daarna diens echtgenote Truus Smulders-Beliën burgemeester van de gemeente Oost-, West- en Middelbeers. Ook broer Sjef Smulders was een burgemeester.
Hij werd in 1919 benoemd als gemeentesecretaris van Someren en werd hier vervolgens vanaf 1926 ook burgemeester. Nadat in 1935 de gemeente Lierop bij die van Someren wordt gevoegd, werd hij ook burgemeester van deze plaats. Smulders is samen met Willem Wijnen, burgemeester van Asten, omgebracht op 15 augustus 1944 als onderdeel van Aktion Silbertanne. Op de plaats waar de twee burgemeesters zijn omgebracht, is tegenwoordig een monument ter nagedachtenis te vinden. In augustus 2024 zijn voor hun vroegere woonhuizen Stolpersteine geplaatst.